# GYATA-64
GYATA-64 (сокр. венг. gyalogsági taposóakna, «пехотная нажимная мина») — венгерский вариант советской противопехотной мины ПМН-1. Отличалась от ПМН значительно большей массой взрывчатого вещества (300 г; в ПМН — 200 г) и другой конструкцией штока (имеет две пружины для страховки от самопроизвольного срабатывания). Экспортировалась в Анголу и Ливан.
Венгрия прекратила производство и экспорт мин GYATA-64 в 1995 году, и уничтожила существующие запасы в 1998 году.